# WASP-18B

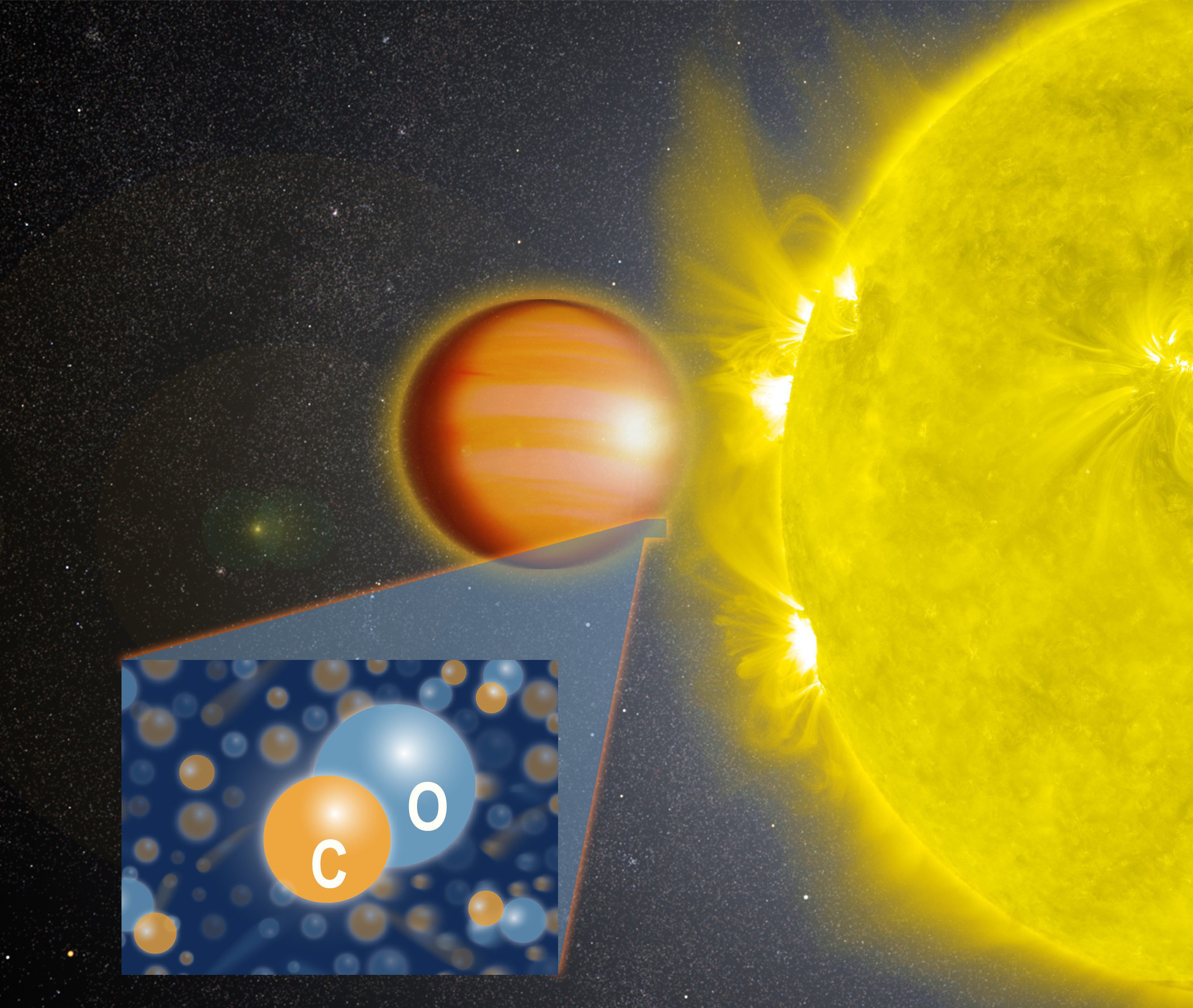
Hành tinh ngoài hệ Mặt Trời WASP-18b − có mức carbon monoxit cao được phát hiện ở tầng bình lưu (hình vẽ tưởng tượng)

WASP-18b là một Hành tinh ngoài Hệ Mặt Trời đáng chú ý vì có chu kỳ quỹ đạo ít hơn một ngày. Nó có khối lượng bằng 10 khối lượng Sao Mộc,, ngay dưới đường ranh giới giữa các hành tinh và sao lùn nâu, khoảng 13 khối lượng Sao Mộc. Do giảm tốc độ triều, dự kiến sẽ xoắn ốc và cuối cùng hợp nhất với ngôi sao chủ của nó, WASP-18 trong vòng chưa đầy một triệu năm. Hành tinh là khoảng 3,1 triệu kilômét (1,9 triệu dặm) từ ngôi sao của nó, đó là khoảng 325 năm ánh sáng từ Trái đất. Nó được phát hiện bởi một nhóm do Coel Hellier, một giáo sư về vật lý học thiên thể tại Đại học Keele ở Anh, đứng đầu.
Các nhà khoa học ở Keele và tại Đại học Maryland đang nghiên cứu để hiểu liệu khám phá ra hành tinh này trong thời gian ngắn trước khi sự sụp đổ của nó (còn lại dưới 0,1% thời gian còn lại của nó) là ngẫu nhiên, hay liệu sự tiêu tan thủy triều của WASP-18 thực sự là nhiều kém hiệu quả hơn so với các nhà thiên văn học thường giả định. Các quan sát được thực hiện trong thập kỷ tiếp theo nên mang lại một phép đo tốc độ mà quỹ đạo của WASP-18b đang phân rã.
Ví dụ gần nhất về tình huống tương tự trong Hệ Mặt trời là mặt trăng Phobos của sao Hỏa. Phobos bay quanh sao Hỏa ở khoảng cách khoảng 9.000 km (gần 5.600 hải lý), gần Mặt trăng 40 lần so với Trái Đất, và dự kiến sẽ bị phá hủy trong khoảng 11 triệu năm.